# Radioåret 1990

## Radioprogram

### Sveriges Radio
- 15 september – första avsnittet av Naturmorgon sänds.
- 1 december – årets julkalender är Kråkan och Mamma Mu.[1]

## Avlidna
- 13 juni – Kjell Stensson, 72, svensk radioprofil.
- 7 juli – Bill Cullen, 70, amerikansk radio- och TV-programledare.

### Fotnoter
1. ↑  ”1990, Kråkan och Mamma Mu”. Sveriges Radio. http://sverigesradio.se/barn/julkalendrar/1990.stm. Läst 31 augusti 2015.